# بخش باندا
بخش باندا (به اسپانیایی: Departamento Banda) یک منطقهٔ مسکونی در آرژانتین است که در استان سانتیاگو دل استرو واقع شده‌است. بخش باندا ۳٬۵۹۷ کیلومتر مربع مساحت و ۱۴۲٬۲۷۹ نفر جمعیت دارد.